# Cattedrale dell'Immacolata Concezione (San Luis)
La cattedrale dell'Immacolata Concezione (Iglesia Catedral de San Luis in spagnolo) è il principale edificio di culto cattolico della città argentina di San Luis, capoluogo della provincia omonima. È la sede della diocesi di San Luis.

## Storia
La prima pietra della chiesa fu posta il 25 marzo 1883. Il 25 novembre 1905 fu consacrata dal vescovo del Cuyo pur non essendo ancora terminata. Tre anni dopo il corpo centrale della struttura era ultimato.
Nel 1924 fu costruito il campanile sinistro, mentre vent'anni dopo venne ultimato quello destro.
La Commissione nazionale di musei, monumenti e luoghi storici dichiarò la cattedrale luogo storico tramite il decreto n. 30 del 7 gennaio 1975.

## Descrizione
La facciata, affiancata da due campanili simmetrici, presenta un colonnato corinzio sormontato da un frontone. All'interno riposano i resti del patriota argentino Juan Pascual Pringles.